# Helsa
Helsa település Németországban, Hessen tartományban. Lakosainak száma 5754 fő (2023. december 31.).

## Népesség
A település népességének változása:
| Lakosok száma | 5580 | 5638 | 5604 | 5755 | 5754 |
|               | 2017 | 2019 | 2021 | 2022 | 2023 |